# Никола Боранијашевић
Никола Боранијашевић (Нова Варош, 19. маја 1992) српски је фудбалер, који игра на позицији десног бека.